# Werner Arend
Werner Arend (* 24. Dezember 1919 in Oldenburg; † 16. Mai 2006) war ein deutscher Politiker (SPD).
Nach dem Besuch der Volksschule absolvierte Arend eine Maschinenschlosserlehre. Er wurde nach Kriegsbeginn in die Kriegsmarine eingezogen und war als Schiffsingenieur tätig. Nach dem Krieg arbeitete er als Maschinenmeister in der Textilindustrie.
Zwischen 1949 und 1950 studierte Arend Wirtschafts- und Sozialwissenschaften an der Akademie der Arbeit in der Johann Wolfgang Goethe-Universität Frankfurt am Main. Ab Mai 1950 war er Gewerkschaftssekretär der Gewerkschaft Textil-Bekleidung in der Verwaltungsstelle Delmenhorst und zuständig für die Gewerkschaftsmitglieder in der Nordwolle-Fabrik.
Seit 1961 gehörte Arend dem Delmenhorster Stadtrat an und war in der 5. bis 7. Wahlperiode vom 20. Mai 1963 bis zum 30. Juni 1971 Mitglied des Niedersächsischen Landtages.